# Campo (unità di misura)
Si chiamano campo alcune antiche unità di misura agrarie in uso nei territori della ex Repubblica di Venezia, erano misure legate alla quantità di raccolto e perciò variavano a seconda della posizione geografica e tipo del terreno. 
Il campo viene usato ancor oggi principalmente in Friuli - Venezia Giulia ed in Veneto. Eccone alcuni esempi:
| Campo                | m²        |
| -------------------- | --------- |
| bellunese            | 3778,7351 |
| feltrino             | 4210,2573 |
| padovano e vicentino | 3862,5726 |
| di Pordenone         | 5217,0161 |
| rodigino             | 4464,4077 |
| trevisano            | 5204,69   |
| udinese              | 3503,8348 |
| di Spilimbergo       | 3656,6064 |
| veronese             | 3047,9466 |
| censuario veronese   | 3002,2410 |